# Метагонімоз
Метагонімоз (англ. Metagonimiasis) — гельмінтоз з групи трематодозів, який перебігає з ураженням тонкої кишки.

## Історичні відомості
Гельмінта вперше ідентифікували в 1912 або 1913 році науковці Кацурада та Йокогаваї, які виявили яйця в калі пацієнтів, що мали постійну діарею та біль за ходом кишки. Гельмінта спочатку назвали Heterophyes yokogawai через його значну схожість з Heterophyes heterophyes. Однак, після подальших досліджень було виявлено, що це морфологічно різні паразити. Heterophyes yokogawai пізніше перейменовано на Metagonimus yokogawai. Metagonimus takahashii вперше виявив Сузукі в 1930 році, hen Metagonimus miyatai — Саіто у 1984 році.

## Етіологія
Найчастіше хворобу спричинює M. yokogawai, але іноді — M. takashii або M. miyatai. M. yokogawai сягає 1-2,5 мм завдовжки і 0,4-0,75 мм завширшки. Тіло паразита покрито дрібними шипиками. Черевна присоска злита зі статевою. Ротовий отвір веде в передглотку, за якою слідує глотка, потім довгий стравохід і два стовбури кишки. Округлі сім'яники розташовані в задній частині тіла паразита. Попереду їх знаходиться яєчник і сім'яприймач. Матка розташована між статевою присоскою і заднім сім'яником. Жовточники складаються з 10-12 великих фолікулів, що розташовуються в задній чверті тіла паразита, налягаючи на кишкові стовбури. Яйця розміром 0,026-0,032x0,015-0,017 мм з кришечкою і потовщенням шкаралупи на протилежному її кінці. Дорослі особини виділяють повністю запліднені яйця, кожне містить повністю розвинений мірацидій, а яйця передаються до інших тварин з фекаліями. Метацеркарії гельмінта локалізуються в лусці, плавцях, зябрах, підшкірножировій клітковині та м'язах риб. Вони являють собою кулясті цисти діаметром 0,18-0,20 мм, всередині яких міститься рухлива личинка.

## Епідеміологічні особливості
Передається через вживання в їжу термічно погано обробленої зараженої риби. За характером свого способу передачі, Metagonimus yokogawai, як правило, є більшою мірою захворюванням сільського та малозабезпеченого населення. Зараження може статися від поїдання лише однієї зараженої риби.

## Патогенез
У кишечнику людини з цист, з'їдених з рибою, вилуплюються личинки, які проникають у слизову оболонку і просуваються в її товщі, прокладаючи вузькі ходи. Через 2 тижні паразити досягають статевої зрілості й виходять у просвіт кишечника. Внаслідок механічної, а ймовірно, і токсико-алергічної дії гельмінтів виникає катаральний ентерит. Якщо не відбулося повторного зараження, то можливе самовилікування, адже тривалість життя гельмінта в кишечнику обмежена, з часом вони спускаються до нижніх відділів кишечника і виділяються з калом. При повторах зараження процес триває хронічно.

## Клінічні прояви
Інкубаційний період у середньому триває 5—7 днів. Після зараження виникають гарячка, головний біль, нудота, діарея, уртикарний і папульозний висип. Гострі прояви зберігаються протягом 2-4 діб. Оскільки симптоми часто є слабкими, то хворобу нерідко й не діагностують. Еозинофілія часта на ранній фазі. При значному рівні інвазії, повторюваних зараженнях, хвороба може перебігати як по типу хронічного рецидивуючого ентериту, який проявляється нудотою, слинотечею, болем у животі без певної локалізації, значною діареєю. Також можуть розвинутися млявість та анорексія. При тяжкому перебігу може бути дискомфорт у животі, втома та нездужання.
Інколи яйця, відкладені в слизовій оболонці, можуть отримати доступ до циркуляції в кровоносному руслі. Тоді це може призвести до того, що яйця потрапляють до головного та спинному мозку, серця. Там з яєць виходять мірацидії, навколо яких утворюються гранульоми. Надалі можуть спричинятися судоми, неврологічні прояви або серцева недостатність.

## Діагностика
Досягається дослідженням яєць гельмінтів у калі. Діагностика є складною, адже виділення йде у малій кількості. Морфологія яєць дуже важлива для діагностики, вони мають гладку тверду оболонку, прозору і жовто-коричневу, мають яйцеподібну форму. Вони зазвичай розміром 26-28 мкм і завширшки 15-17 мкм. Яйце має також дуже легке оперкулярне плече, що позначає лінію розщеплення між шкаралупою і оперкулумом, «люком для втечі» мірацидія.

## Лікування
Празиквантел рекомендується як дорослим, так і у дітей з дозуванням 0,075 г / кг / добу 3 рази упродовж 1-го дня. Препарат є похідним празініозохіноліну, змінює потік кальцію через оболонку гельмінта, спричинює м'язовий параліч та нерухомість. Препарат слід приймати разом з рідиною під час їжі. Ефективність виліковування празиквантелем досягає 98 %.

## Профілактика
Рекомендується використовувати широкомасштабні освітні кампанії з акцентом на ретельне приготування риби, а не на спробах проведення діагностичних та лікувальних кампаній. Важливо враховувати культурні норми приготування їжі, хоча традиційних методів копчення або маринування риби недостатньо для знешкодження гельмінта. Повний контроль над метагонімозом є складною проблемою, оскільки гельмінт має кілька хазяїв, тому викорінення його малоймовірне.